# Trachealdivertikel

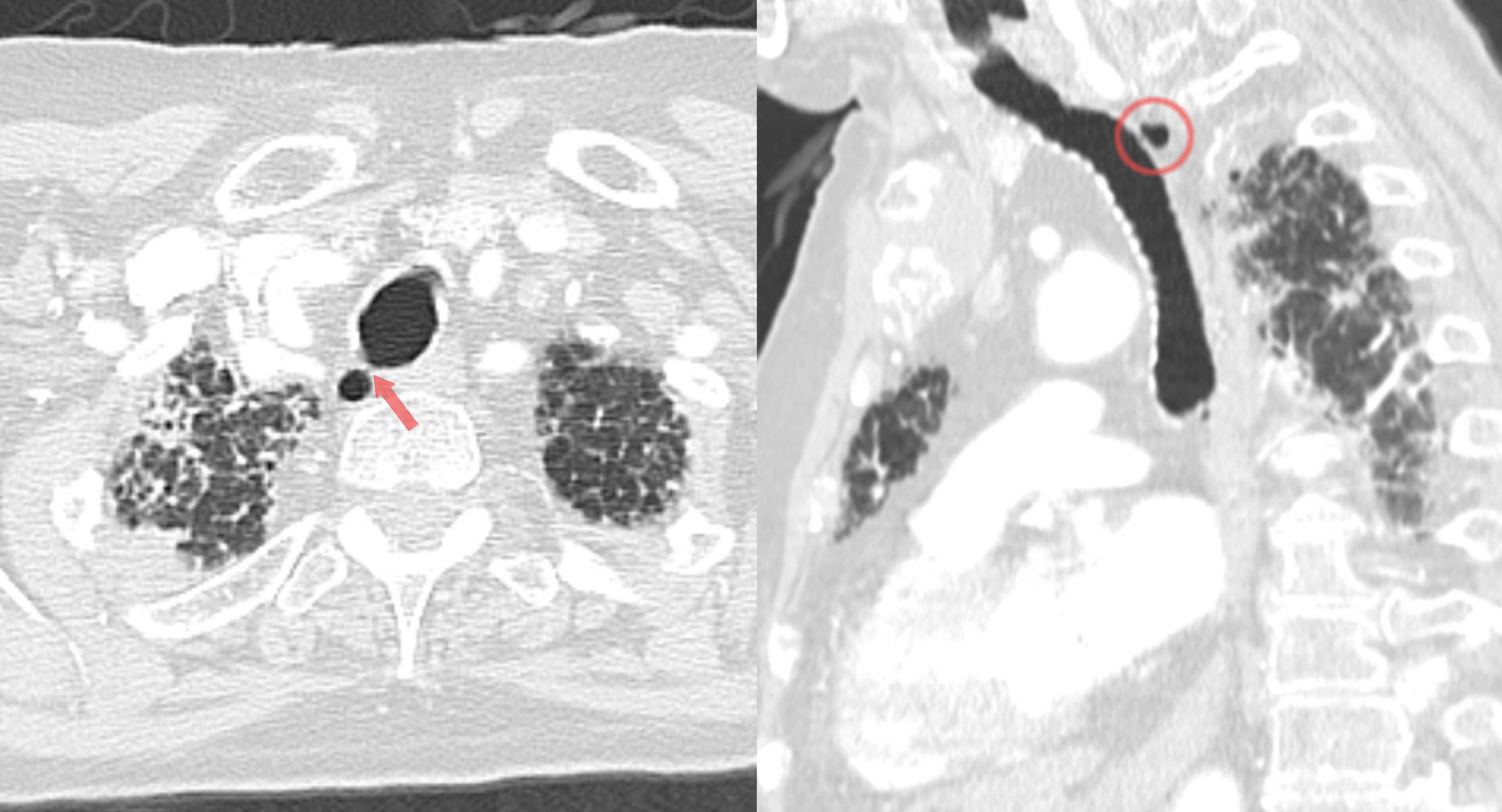
Trachealdivertikel in der Computertomographie. Typische Lage nach rechts dorsal neben der Speiseröhre. Die Verbindung zur Trachea ist gerade noch erkennbar (Pfeil).

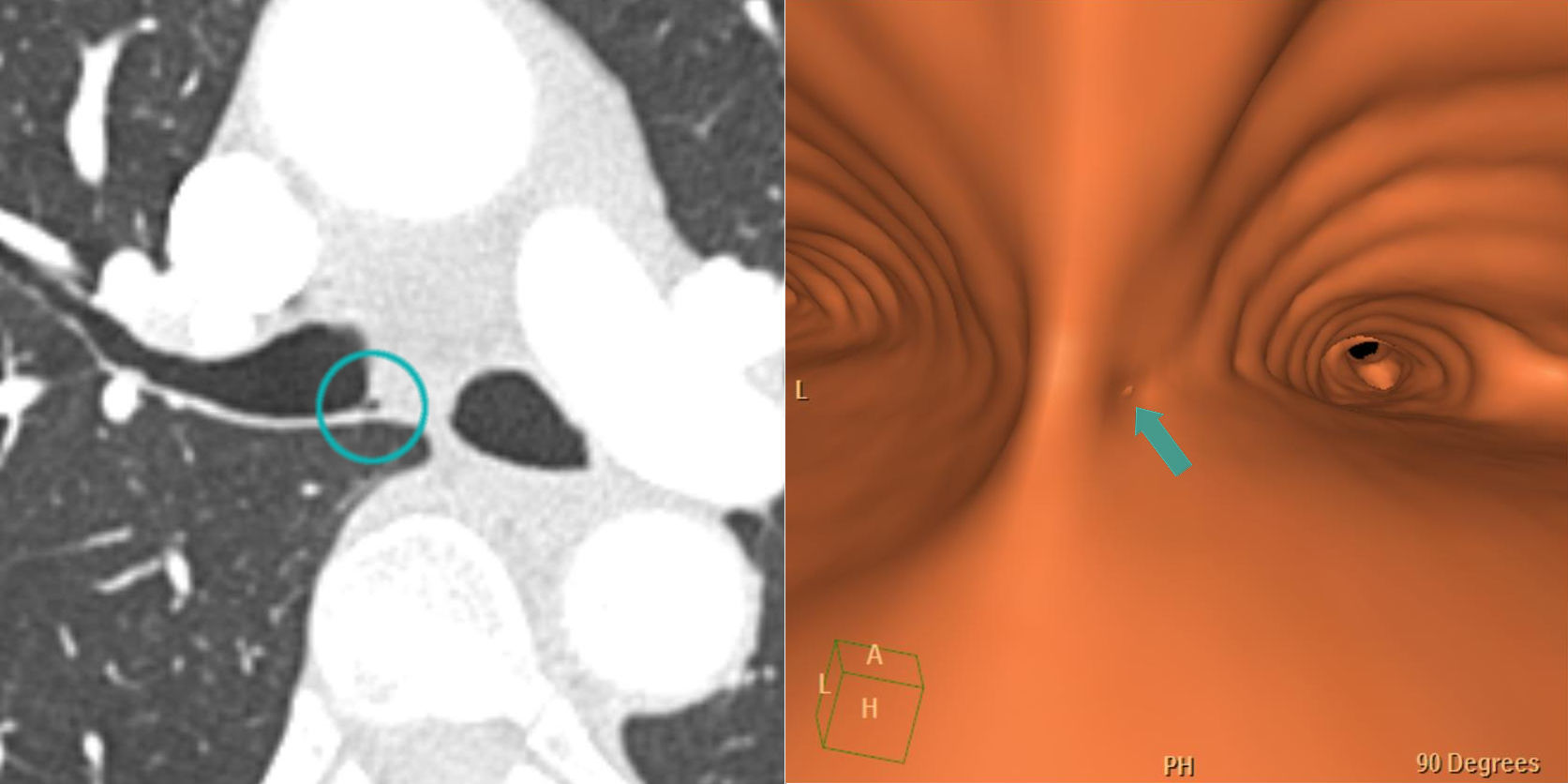
Tracheal- / Bronchialdivertikel an der deutlich selteneren Lokalisation im Bereich der Aufzweigung der Luftröhre. Computertomographie axial und als virtuelle Bronchoskopie.

Ein Trachealdivertikel ist eine Ausstülpung der Hautschichten aus dem Lumen der Luftröhre (Trachea) in das umgebende Gewebe. Trachealdivertikel werden gelegentlich als Zufallsbefund in Form einer kleinen Luftansammlung neben der Luftröhre in der Computertomographie, während einer Bronchoskopie oder bei anderen medizinischen Untersuchungen gefunden.

## Definitionen
In der Fachliteratur werden neben Trachealdivertikel auch die Begriffe Tracheozele (Tracheocele, Tracheocoele) oder allgemein beschreibend (englisch) paratracheal air cyst (PTAC, neben der Luftröhre liegende luftgefüllte Zyste) verwendet. Heute hat sich die Konvention durchgesetzt, nur zwischen angeborenen und erworbenen Trachealdivertikeln zu unterscheiden und den Begriff Tracheozele (kurze Definition: Bruch der Luftröhre) als Synonym für ein erworbenes Trachealdivertikel zu verwenden.
Das Klinische Wörterbuch des Springer-Verlags nennt die Tracheozele synonym mit dem Luftröhrenbruch, der Trachealhernie und dem Trachealdivertikel und definiert diese als „Ausstülpung der Luftröhrenschleimhaut durch eine angeborene Wandschwäche“. Anders erklärt das Lexikon Medizin das Trachealdivertikel als Ausstülpung der Luftröhrenweichteile, bei schrumpfenden Prozessen der Nachbarschaft auch als Traktionsdivertikel.
Das Lexikon der Medizin beschreibt die Trachealdivertikel als Aussackungen der Trachea. Echte Divertikel seien angeboren und stellten kurze, meist nach rechts zeigende, überschüssige Bronchien aus der Tachea dar. Ende der Bronchus nicht blind, sondern gehe in Lungengewebe über, spreche man von Tracheallappen der Lunge. Falsche Divertikel seien erworben. Diese Tracheozelen seien bruchsackartige Vorwölbungen der Luftröhrenschleimhaut. Man findet diese Luftröhrenbrüche als Vorwölbungen der Luftröhre auch bei starkem Husten infolge einer krankhaften Nachgiebigkeit der Knorpelringe. Analog deuten Otto Dornblüth seit der ersten Auflage 1894 und nachfolgend Willibald Pschyrembel bis in die aktuelle Auflage ihres Klinischen Wörterbuchs die Tracheozele als Vorwölbung der Trachea am Hals bei starkem Husten infolge eines Divertikels; das Stichwort Trachealdivertikel fehlt.
Eine andere Darstellung findet sich 1980 im Handlexikon der Medizin. Trachealdivertikel seien hernienartige Ausstülpungen der Luftröhrenweichteile, bei schrumpfenden Lymphknotenprozessen der Nachbarschaft auch als durch Zugkraft entstehende „Traktionsdivertikel“, oder angeboren als rudimentäre zusätzliche Bronchien in Nähe der Luftröhrengabel. Im weiteren Sinne verstehe man darunter auch divertikelähnliche Bildungen in der Pars membranacea vor allem bei einer chronischen Bronchitis, die als zum Teil Azinusstrukturen aufweisende Schleimdrüsenzysten Luft, Schleim und eventuell Eiter enthalten und bei einer reaktiven Bindegewebswucherung als so genannte Zystenfibrome imponieren.

## Aufbau
Während angeborene Trachealdivertikel alle anatomischen Schichten der Trachea enthalten, wölbt sich bei erworbenen Formen (Tracheozelen) nur das respiratorische Epithel durch die anderen Schichten nach außen ins Mediastinum vor.
Die Divertikel haben meist eine Größe von ca. 0,2 bis 3 cm und die Verbindung zum Lumen der Luftröhre ist oftmals so schmal, dass sie in der Computertomographie und bei der Bronchoskopie nicht gesehen wird.

## Lokalisation
Trachealdivertikel finden sich in der ganz überwiegenden Anzahl (97 bis 98 %) rechts seitlich hinter der Luftröhre auf Höhe der oberen Thoraxapertur. Eine zweite, seltene Lokalisation ist die Region der Carina tracheae, wobei diese Fälle schon den Übergang zu den Hauptbronchien betreffen und man daher über die Bezeichnung Trachealdivertikel oder Bronchialdivertikel diskutieren kann.

## Verbreitung
Die Häufigkeit von Trachealdivertikeln wird mit Werten von etwa 0,75 bis gut 8 % unterschiedlich angegeben, wobei die Zahlen von der jeweils verwendeten Methode (Computertomographie, Magnetresonanztomographie, Bronchoskopie, Obduktion) abhängen. Sie wurden in einigen Untersuchungen häufiger bei Frauen, in anderen häufiger bei Männern gefunden.
Während in einigen Publikationen ein Zusammenhang mit einer chronischen obstruktiven Lungenerkrankung (COPD) vermutet wird, fanden andere Autoren keinen solchen. Auch ein kausaler Zusammenhang mit einem vorangegangenen Trauma ließ sich nicht nachweisen.
Eine deutlich erhöhte Prävalenz wurde jedoch bei Patienten mit Mukoviszidose und beim seltenen Mounier-Kuhn-Syndrom (idiopathische Tracheobronchomegalie) gefunden. Bei beiden Patientengruppen wurde auch häufiger mehr als ein Divertikel gefunden.

## Bedeutung
Trachealdivertikel sind in der Regel asymptomatisch, was Untersuchungen zu ihrer Häufigkeit zeigen, bei denen sie nur als Zufallsbefund auftraten, ohne selbst einen Krankheitswert zu haben. In Einzelfallberichten werden naturgemäß jedoch gehäuft Patienten beschrieben, die durch Symptome auffällig wurden. Dabei fanden sich Infekte durch Schleimansammlungen im Divertikel, Schluckauf, Irritationen des Nervus vagus, eine Rekurrensparese oder Beeinträchtigungen der oberen Atemwege und Schluckbeschwerden.

### Differentialdiagnose
Wenn bei einer radiologischen Untersuchung (z. B. Computertomographie) eine Luftansammlung neben der Luftröhre gefunden wird, so ist meist aufgrund der typischen Lage der Trachealdivertikel rechts hinten auf Höhe der oberen Thoraxapertur eine Unterscheidung zu anderen Krankheitsbildern möglich. So findet sich ein Zenker-Divertikel, welches vom Hypopharynx ausgeht, sehr oft nach links gerichtet und ist auch in der Computertomographie seltener mit Luft gefüllt. Eine Laryngozele geht vom Kehlkopf aus und liegt entsprechend höher. Ein Mediastinalemphysem hat selten nur eine einzelne Blase an dieser Stelle. Meistens ist auch aus der Anamnese zum Beispiel beim Thoraxtrauma oder bei einer Perforation eines Hohlorgans (z. B. der Speiseröhre) eine Unterscheidung möglich. Hier kann sich eine tracheoösophageale Fistel (ösophagotracheale Fistel) ausbilden. Beim Zenker-Divertikel kann ein Foetor ex ore bei der körperlichen Untersuchung die Differentialdiagnose erleichtern.

### Behandlung
Da die meisten Trachealdivertikel asymptomatisch sind, ist für diese keine Behandlung notwendig. Wenn Symptome auftreten, wird in der Regel eine konservative Therapie empfohlen, die sich nach der Art der Symptome richtet. So kann bei wiederholten Infekten eine Antibiotikagabe erforderlich sein.
In Einzelfällen wurde ein chirurgischer Eingriff bei Patienten durchgeführt, bei denen sich die Symptome trotz angemessener medizinischer Therapie zunehmend verschlechterten. Dabei wurde der allgemeine Gesundheitszustand des Patienten entsprechend berücksichtigt, um das Nutzen-Risiko-Verhältnis zu bewerten. Die chirurgische Therapie bestand dann in einer Resektion des Divertikels.

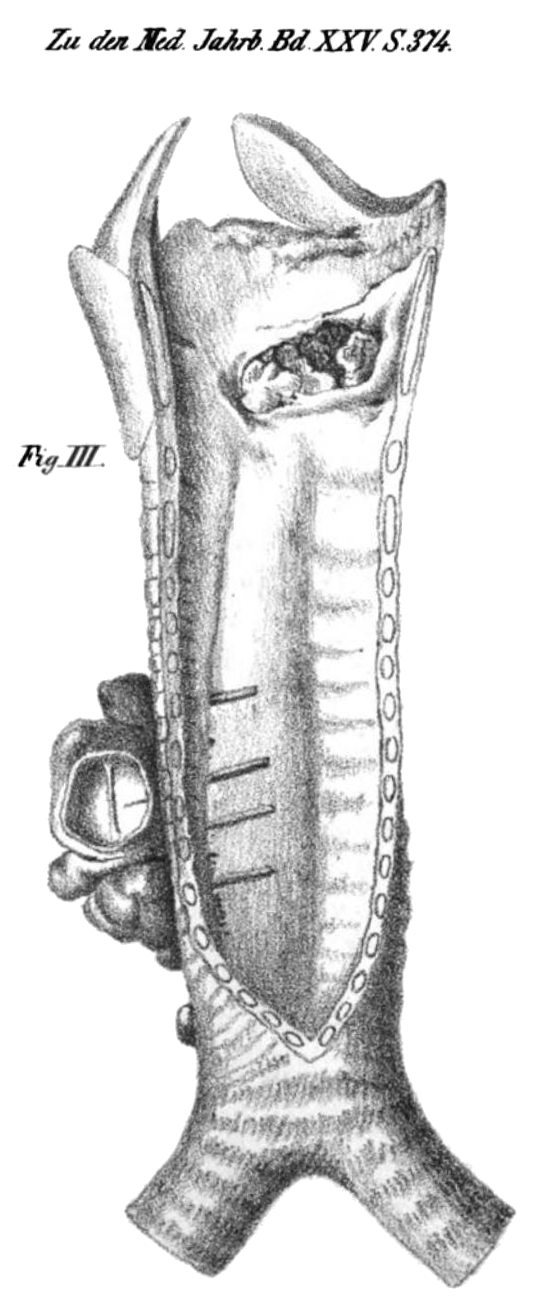
Abbildung aus der Publikation von Rokitansky von 1838

## Geschichte
Die Erstbeschreibung eines Trachealdivertikels wird Carl von Rokitansky (im Jahr 1838) zugeschrieben. Als Oberbegriff findet sich auch die Beschreibung als bronchogene Zyste (englisch: bronchogenic cyst), nicht zu verwechseln mit der branchiogenen Zyste (oder Halsfistel).

## Embryologie
Beim etwa drei Wochen alten Embryo erscheint die Lungenanlage als ein entodermales Divertikel, aus welchem sich das Lungendivertikel bildet. Daraus entwickeln sich nach weiteren zwei Wochen die Trachea und im Alter von sechs Wochen die beiden Hauptbronchien. Die Ösophagusatresie und die Ösophagotrachealfistel sowie die Lungenzysten sind entsprechende Missbildungen.